# Pingasa pryeri
Pingasa pryeri là một loài bướm đêm trong họ Geometridae.